# 이아니스 지쿠
이아니스 알린 지쿠(Ianis Alin Zicu, 1983년 10월 23일 ~ )는 루마니아의 전 축구 선수이다.

## 클럽 경력
2001년 4월 14일 디나모 부쿠레슈티 소속으로 17세의 어린 나이에 프로 무대 데뷔전을 치른 지쿠는 루마니아 청소년 대표팀과 소속 팀에서 두각을 나타내며 빅 클럽 스카우트들의 주목을 받았고 2004년 이탈리아의 명문 클럽 인테르나치오날레로 이적하였다. 입단 직후 파르마로 임대 이적한 지쿠는 주전 경쟁에서 밀려 출전 기회를 잡지 못하다 리그 9경기 출전이 그친 채 인테르로 임대 복귀하였다. 이후 디나모 부쿠레슈티, 라피드 부쿠레슈티 등에서 2시즌 간 임대 생활을 한 후 2007년 친정 팀 디나모 부쿠레슈티로 이적하였다.
하지만 부상 및 컨디션 난조 등으로 3시즌 간 리그 39경기 출전에 그쳤고 2010년 FC 폴리테흐니카 티미쇼아라로 이적하였다. 지쿠는 티미쇼아라에서 30경기에 출전하여 18골을 터뜨리며 부활을 알렸고 그 해 루마니아 리그 득점왕에 올랐다. 이 활약을 바탕으로 CSKA 소피아로 이적하였으며 CSKA 소피아에서의 첫 경기였던 불가리아 슈퍼컵에서 골을 기록하며 팀의 우승을 이끌며 화려한 데뷔전을 치렀다. 이후에도 레프스키 소피아와의 더비 경기에서도 골을 기록하는 등 득점포를 꾸준히 이어갔으며 2012년 포항 스틸러스로 이적할 때까지 리그 15경기에 출전하여 13골을 기록하였다.
포항에서의 첫 시즌인 2012 시즌 초반 연속 득점을 이어갔음에도 불구하고 황선홍 감독의 꾸준한 신임을 얻는 데 실패하여 주전 경쟁에서 밀려났다. 7월 24일 강원 FC로 임대 이적하였다. 10월 7일 대전 시티즌과의 경기에서 3골을 성공시키며 K리그에서의 첫 해트트릭을 기록하였다.
2013년 강원 FC로 완전 이적하였다.